# District d'Akō
Le district d'Akō (赤穂郡, Akō-gun) est un district de la préfecture de Hyōgo au Japon.
Au 1er octobre 2014, sa population était de 15 544 habitants pour une superficie de 150,28 km2.

## Commune du district
- Kamigōri